# ヴャチェスラフ・オフチニコフ
- ヴィヤチェスラフ・オフチンニコフ
- ヴァチェスラフ・オフチンニコフ
- ヴィアチェスラフ・オフチンニコフ

ヴャチェスラフ・オフチニコフ（Вячеслав Александрович Овчинников; ラテン文字表記例：Vyacheslav Aleksandrovich Ovchinnikov, 1936年5月29日 - 2019年2月4日）は、ソビエト連邦出身の作曲家、指揮者。
ヴォロネジ生まれ。9歳の頃から作曲を始め、1951年にモスクワ音楽院に入学してセミヨン・ボガティレフに作曲を師事し、2曲の交響曲を書き上げた。その後、同音楽院のマスター・クラスでティホン・フレンニコフに作曲、レオ・ギンズブルクに指揮法をそれぞれ学び、1962年に音楽院を卒業した。1960年に交響曲第１番がアレクサンドル・ガウクの指揮で初演されて以降、劇場や映画スタジオから作曲の依頼が舞い込むようになり、セルゲイ・ボンダルチュクの『戦争と平和』やアンドレイ・タルコフスキーの『アンドレイ・ルブリョフ』などの音楽を担当した。1973年からは指揮者としても活動するようになり、メロディアに少なからぬ量の録音を行った。
モスクワで死去。